# Visita del papa Francisco a Irak
El viaje apostólico del papa Francisco a Iraq  se realizó entre el viernes 5 de marzo y el lunes 8 de marzo de 2021, e incluyó visitas a las ciudades de Bagdad, Nayaf, Ur, Erbil, Mosul y Qaraqosh.
Representó la primera visita de un pontífice a Irak (país de mayoría musulmana), en 2.000 años de existencia de la Iglesia Católica y el primer viaje del papa tras 15 meses debido a la pandemia por COVID-19. Así mismo representó un hito religioso e histórico, por la visita que realizó a Mosul, ciudad destruida por el grupo supremacista ISIS, y por su encuentro con el ayatola Al Sistani.

## Antecedentes

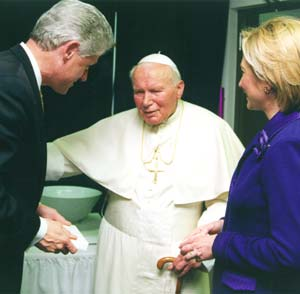
SS Juan Pablo II con los Clinton, 1999

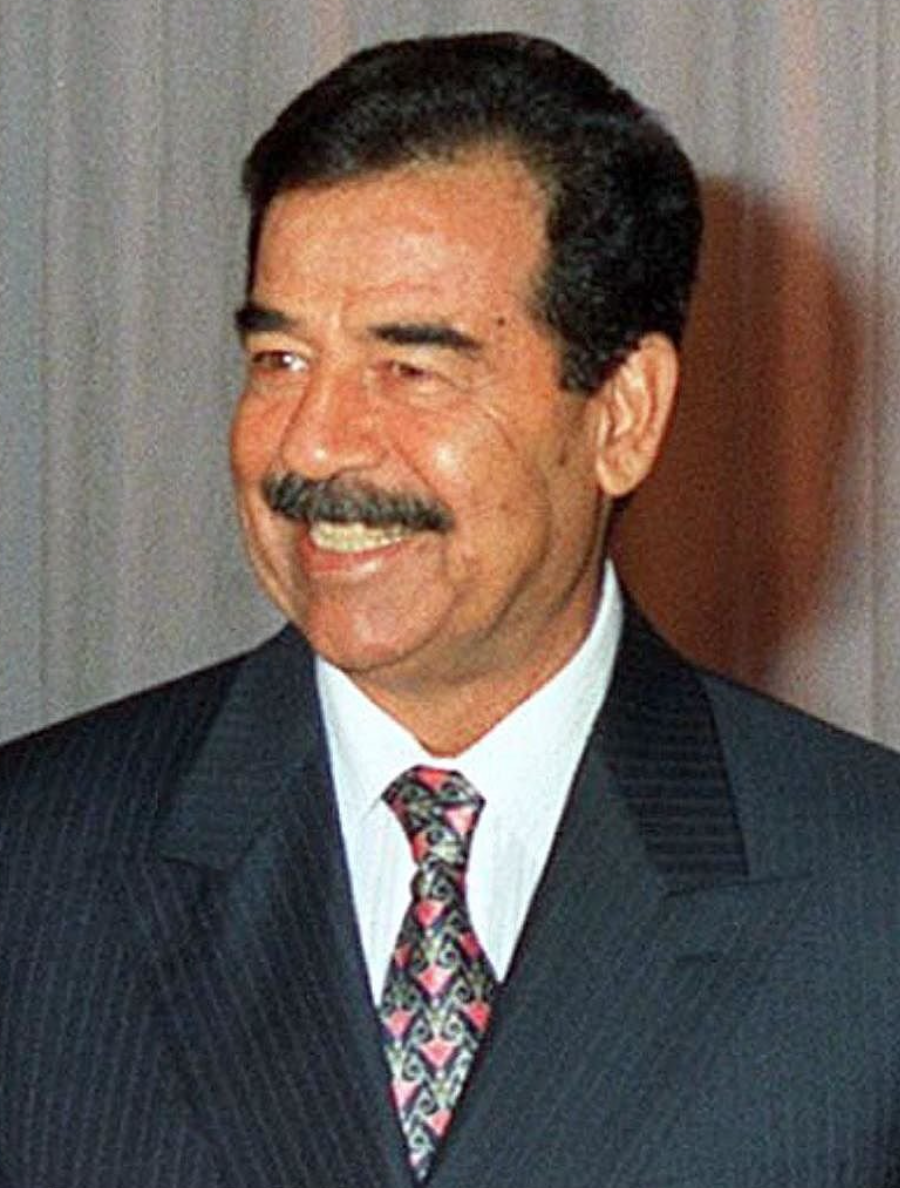
Hussein en 1998

El anuncio de la visita de Francisco a Irak no fue la única vez que un pontífice mostraba interés en visitar Irak. 
Durante varios años, el entonces papa Juan Pablo II anunció su intención de visitar el país, y finalmemente programó un viaje que esperaba realizar entre el 1 y el 3 de diciembre de ese año. A pesar de varios meses de negociación de las condiciones del viaje, y de que Estados Unidos con Bill Clinton a la cabeza se mostraron inconformes con el viaje por el posible apoyo político que se configuría entre el Vaticano e Irak si se materializaba el viaje, el viaje no se realizó.
Si bien Juan Pablo II ingnoró las recomendaciones de los países que no apoyaban a Irak y buscó acercamientos personales con el entonces jefe de Estado del país árabe, Saddam Hussein. 
La negativa internacional radicaba en que Irak había estado implicada en un conflicto armado con sus vecinos y una coalición leal a Estados Unidos, en la Guerra del Golfo entre 1990 y 1991, que entre otros objetivos, buscaba sacar a Hussein del poder. Al final, la obstinación de Hussein, quien a última hora rechazó el viaje del pontífice unas horas antes de la Navidad de 1991. 
El viaje se postergó indefinidamente hasta que la muerte de Juan Pablo II en 2005 terminó con el proyecto. Pese a ello, el papa estuvo en negociaciones con Hussein para evitar la invasión estadounidense del país en el 2003, dirigida por George W. Bush; sin embargo, el ánimo conciliatorio del papa no pudo evitar la guerra.

### Agenda tentativa
Como ya se mencionó, el viaje duraría 3 días, del viernes 1 de diciembre al domingo 3 de diciembre de 1999, e incluiría la visita a Ur, que sería la inauguración de una peregrinación por los lugares considerados como salvíficos por los católicos, ya que allí habría nacido Abrahán, considerado padre de las tres grandes religiones monoteístas del mundo: Judaísmo, Cristianismo e Islam. Según lo explicó un experto:

"Juan Pablo II quería ir a Irak porque quería empezar su peregrinación jubilar –que luego habría cumplido en el 2000 yendo a Sinaí y a Tierra Santa– partiendo justamente de la tierra de Abraham. Él tenía el deseo de reafirmar que todas las grandes religiones están unidas, que judíos, cristianos y musulmanes somos descendientes de alguna forma de Abraham y por eso somos hermanos".
Gerardo Ferrara

### Papado de Francisco

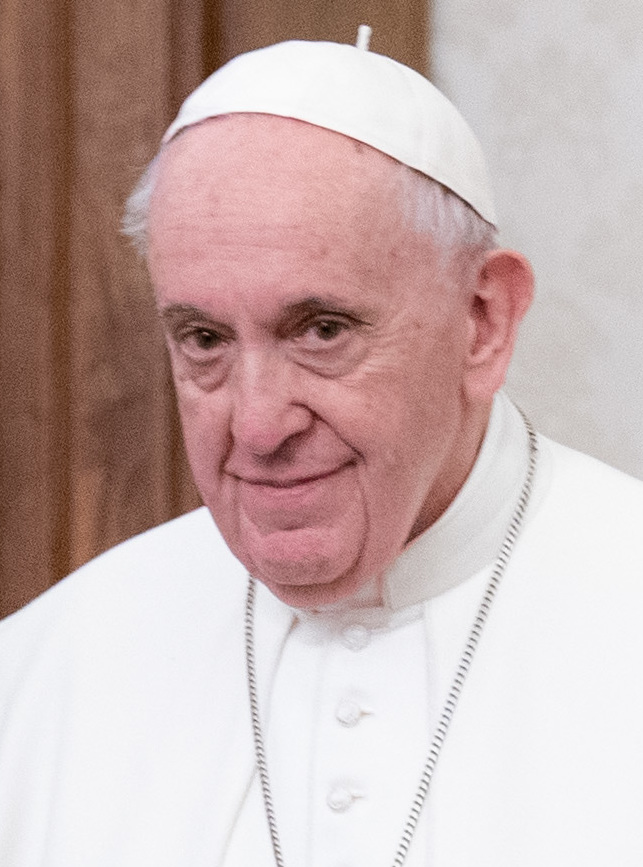
Francisco en 2020

El viaje a Irak se siguió postergando hasta el 2021, porque si bien, Juan Pablo II fue sucedido por Benedicto XVI, y este fue invitado a viajar al país, la invitación no se pudo concretar por los problemas de seguridad que atravesaba Irak en esos años.
En el 2020, ya durante el papado de Francisco, el Vaticano anunció el 7 de diciembre de 2020 que el papa viajaría a Irak, con fechas programadas del 5 al 8 de marzo de 2021. Desde el anuncio, la comunidad internacional se mostró excepctica, por los problemas de seguridad que podría enfrentar el pontífice de concretarse el viaje, tanto por la edad del papa y la pandemia por COVID-19, como por las amenazas de muerte que años antes había recibido por parte del Estado Islámico, que a mediados de la década del 2010 tenía amplio control sobre varias zonas importantes del país.
Días antes del viaje el mismo Benedicto XVI se mostró escéptico del viaje.

## Desarrollo

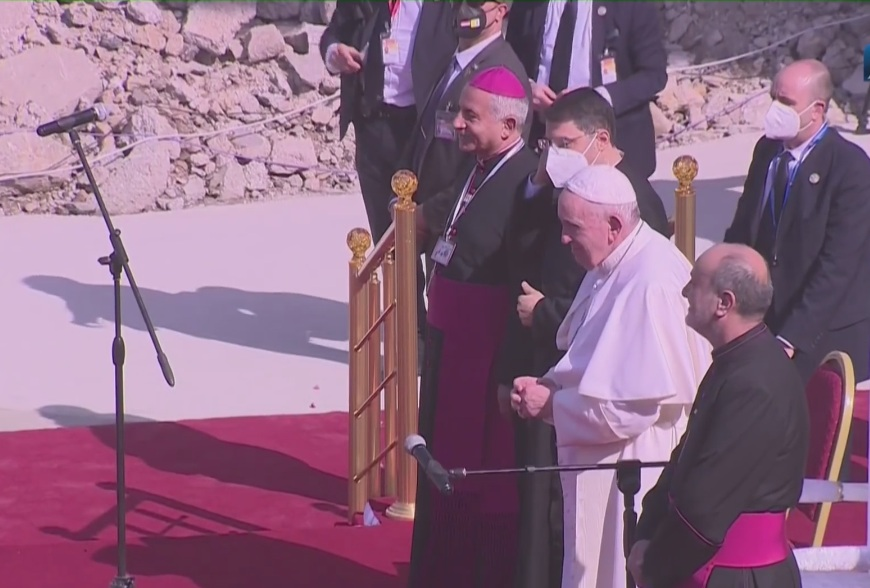
Francisco en Mosul, 2021

El encuentro en la ciudad santa de Nayaf entre el Papa y el Gran Ayatolá Ali al-Sistani, la máxima autoridad religiosa chiita en Irak, «fue un acontecimiento sin precedentes, que también tuvieron consecuencias fuera del país por las implícitas
“mensaje de paz” a la población iraquí, que en los últimos años había
ha pasado por momentos de enorme violencia (como la guerra contra ISIS) y
inestabilidad con varias crisis gubernamentales.
Además, no fue menos importante por su trascendencia política que
se extendió más allá de las fronteras nacionales de Irak y afectó al vecino Irán,
un país que también es de mayoría chií y que ha estado muy presente durante años
en los asuntos internos iraquíes».